# سنجاقک جواهر رودخانه
سنجاقک جواهر رودخانه (نام علمی: Calopteryx splendens) نام یک گونه از سرده زیبابال است.
این سنجاقک با بال‌های رنگین و بدنی با جلای فلزی است. رنگ جلای فلزی در نرها متمایل به آبی و در ماده‌ها متمایل به سبز است. در ماده‌های با سنین بالا جلایی از رنگ مسی نیز به این رنگ زیبا اضافه می‌شود.
در جمعیت‌های خاص این زیرگونه یک نمونه هم‌فام (هوموکروم) با نر دیده می‌شود اما با این وجود تفاوت این نمونه با نرها آشکار است.
ماده‌ها در بیشتر موارد جلای سبز رنگ دارند.
ماده‌ها دارای بال‌نشانه (ترواستیگما) هستند که نرها این ویژگی را در این جنس ندارند.
بال‌نشانه به صورت تقسیم‌شده است که به این حالت بال‌نشانه کاذب (Pseudopterostigma) گفته می‌شود.
زیستگاه این گونه بیشتر آبهای زلال و با آلودگی کم با جریان مناسب و روان است. اغلب به نیزار و پوشش گیاهی جهت تخم‌گذاری وابسته هستند.
با آلودگی بیشتر رودخانه‌ها و چشمه‌ها بیشتر جمعیت‌ها در سال‌های اخیر در حال ناپدید شدن هستند. در ایران این گونه اکنون تنها در بخش‌های محدودی از شمال ایران یافت می‌شود. اما زیر گونه Calopteryx splendens intermedia در استان فارس زیاد دیده می‌شود.